# Бєлошицький Ігор Анатолійович
І́гор Анато́лійович Бєлоши́цький (нар. 18 вересня 1988, Київ — пом. 12 грудня 2014, Павлопіль) — молодший сержант, Міністерство внутрішніх справ України, вояк полку «Азов», учасник російсько-української війни. Наказом міністра внутрішніх справ Ігорю Бєлошицькому посмертно присвоїли звання лейтенант. Кавалер ордена «За мужність» III ступеня (посмертно).

## Життєпис
Бєлошицький Ігор народився 8 вересня 1988 року в Києві. 
З вересня 2014-го на військовій службі, міліціонер, окремий загін спеціального призначення «Азов».
12 грудня 2014-го в околицях Маріуполя поблизу села Павлопіль група дозору полку «Азов» та розвідники Збройних сил України виявили та знешкодили снайперську пару терористів і ДРГ, що влаштувала засідку. Автомобіль, у якому їхав Бєлошицький, підірвався на встановленому терористами фугасі. Тоді ж загинув Ігор Сливка-«Тихий».
Вдома лишилася мама. Похований на Лук'янівському військовому цвинтарі Києва.

## Нагороди та вшанування
- Указом Президента України № 213/2015 від 9 квітня 2015 року, «за особисту мужність і високий професіоналізм, виявлені у захисті державного суверенітету та територіальної цілісності України, вірність військовій присязі», нагороджений орденом «За мужність» III ступеня (посмертно)[3].
- 18 жовтня 2018 року на фасаді гімназії № 32 м. Києва, де навчався Ігор, йому відкрито меморіальну дошку[4].
- Вшановується в меморіальному комплексі «Зала пам'яті», в щоденному ранковому церемоніалі 12 грудня[5][6].